# 江苏 (杂志)

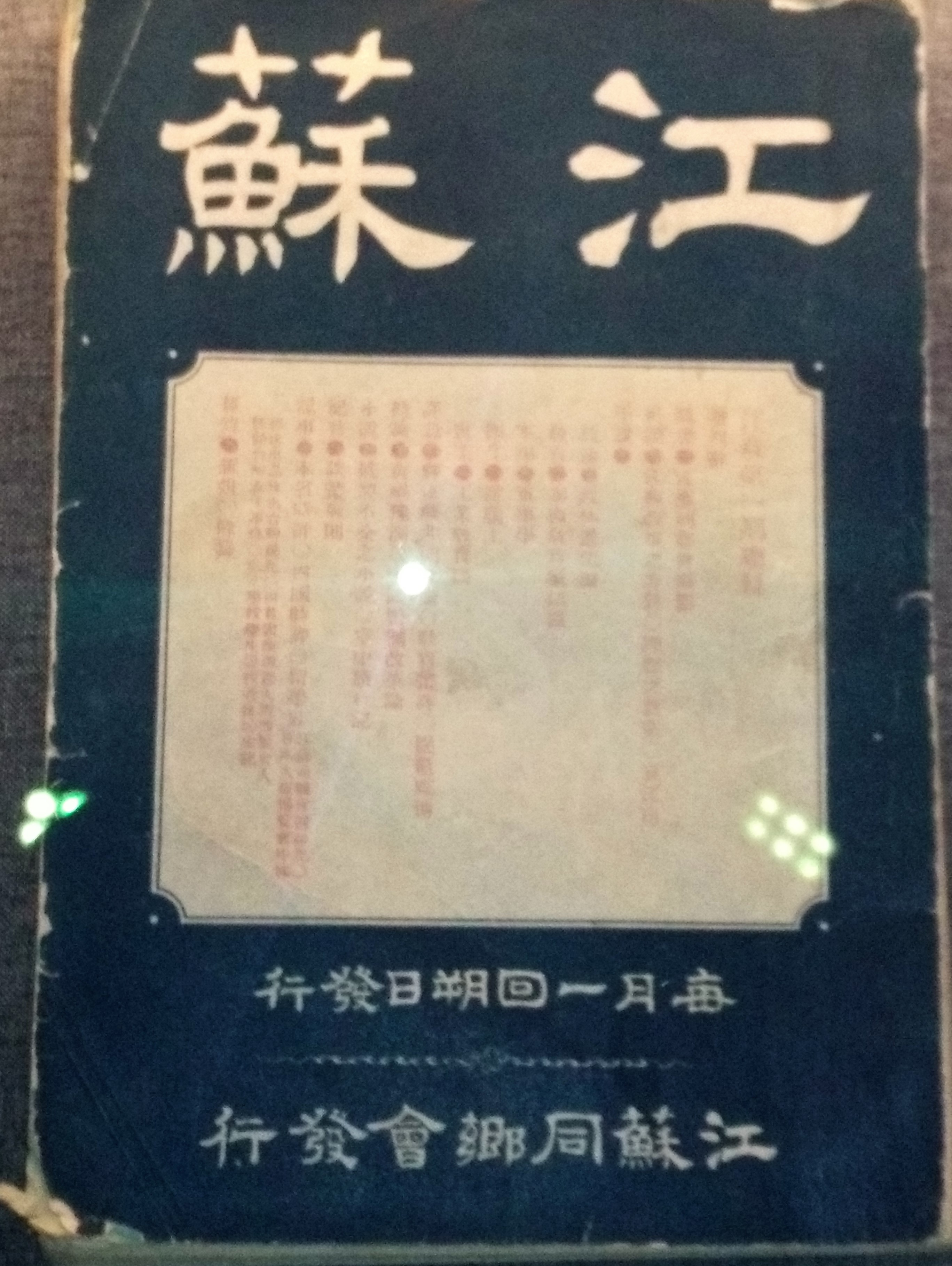
《江苏》杂志创刊号，现藏于上海历史博物馆

《江蘇》杂志，是清末中国留日学生创办的月刊杂志。于1903年4月在日本東京創刊。中国留日学生江蘇同乡会編。秦毓鎏主管，执笔者有柳亚子等。内容涉及社説，学説，译篇，時論，小説，記言，記事。宣扬推翻清政府、建立共和国的主张。于1905年5月停刊。